# Sean Dominic
Sean Dominic Martin (Madrid, 18 agosto 1978) è un attore statunitense, nato in Spagna, noto per il ruolo di Nate Hastings in Febbre d'amore.

## Vita privata e Carriera
Dominic nasce a Madrid in Spagna il 18 agosto 1978. Inizia la sua carriera da attore quando ottiene la sua prima apparizione nella serie televisiva commedia-drammatica Royal Pains nel 2009. In seguito appare in ruoli ricorrenti in Greenleaf, Situationships e Makeup X Breakup. Nel 2018 appare nel film d'azione Running Out Of Time nel ruolo di Clarence. La sua svolta nella carriera arriva però nel 2019 quando ottiene la parte di Nate Hastings nella soap opera Febbre d'amore, ruolo che ricopre tuttora.

## Filmografia

### Cinema
- Running Out Of Time (2018)

### Televisione
- Royal Pains – serie TV (2009)
- Greenleaf – serie TV (2018)
- Situationships – serie TV (2016-2019)
- Makeup X Breakup – serie TV (2016-2023)
- Febbre d'amore – serie TV (2019-in corso)